# Endgame (альбом Megadeth)
Endgame — двенадцатый студийный альбом американской трэш-метал-группы Megadeth. Вышел 9 сентября 2009 г., это первый альбом с гитаристом Крисом Бродериком после ухода из группы Глена Дровера в 2008 году. Альбом дебютировал под номером 9 на Billboard Top 200. Песни «Head Crusher» и «The Right to Go Insane» стали первыми синглами.

## Об альбоме
Первый анонс альбома Endgame представлял собой шестиминутное видео с участием английского продюсера группы Энди Снипа, описывающего процесс микширования нового трека «Head Crusher» в своей студии в Дербишире. В этом видео Снип говорит: «Это, безусловно, старый-добрый Megadeth — как раз то, что мне нравится». Endgame был записан в собственной студии группы, с легкой руки названной «Гаражом Вика», в Сан-Маркосе, Калифорния, США.
Дэйв Мастейн, фронтмен и гитарист Megadeth, сказал: «Это быстро, это тяжело, здесь и пение, и крик, и просто беседа (может быть даже и не пение — послушайте песню „Captive Honour“), соло просто сумасшедшие. У нас есть концептуальные песни, например „The Right To Go Insane“ — песня о том, как чувствуешь себя, будучи уничтоженным, как многие американцы, после экономического спада и потенциальной депрессии 2000 года; или „Bite the Hand“, песня о жадности поручителей, банков, о том, как они просто не заботятся об ответственности, которую несут перед общественностью».
Есть песни как «1, 320» — песня о впрыске закиси азота, о веселых покатушках. Мастейн рассказал, что песни «How The Story Ends» и «This Day We Fight!» были написаны под влиянием «веры воина из великого Сунь-Цзы, а также под влиянием страстного обращения Арагорна к своим верным воинам в трилогии Властелин Колец, соответственно». Он добавил: «У меня также есть несколько эксцентричных песен, в „Head Crusher“, например, речь идет о средневековых приспособлениях для пыток; а „Endgame“ — заглавный трек, где повествуется о законопроекте, в котором экс-президент Джордж Буш подписал закон, дающий ему право помещать американских граждан в центры для содержания прямо здесь, в Соединенных Штатах. И, конечно же, моя любимая лирика на этом альбоме — об ограблении банка в северном Голливуде в 1997 году».
10 сентября, в выпуске шоу Алекса Джонса, Джонс предположил, что название и обложка альбома «Endgame» были навеяны одноимённым фильмом, сценаристом и режиссёром которого является он сам. Джонс заявил, что он отправил Мастейну копию фильма, после того как он появился на его радиопрограмме в 2008 году. Позже, Дэйв Мастейн подтвердил это.

## Список композиций
1. «Dialectic Chaos» (Дэйв Мастейн) — 2:24
2. «This Day We Fight!» (Джеймс Ломенцо, Дэйв Мастейн, Шон Дровер) — 3:31
3. «44 Minutes» (Мастейн, Дровер, Бродерик) — 4:37
4. «1,320'» (Мастейн) — 3:51
5. «Bite the Hand» (Мастейн, Ломенцо, Бродерик) — 4:01
6. «Bodies» (Мастейн, Джеймс Ломенцо) — 3:34
7. «Endgame» (Мастейн) — 5:52
8. «The Hardest Part of Letting Go… Sealed With a Kiss» (Мастейн,Крис Бродерик) — 4:42
9. «Head Crusher» (Дэйв Мастейн, Шон Дровер) — 3:26
10. «How the Story Ends» (Мастейн, Дровер, Ломенцо) — 4:27
11. «The Right to Go Insane» (Мастейн) — 4:20
12. «Washington Is Next!» (Live) (Мастейн) — 5:20 (бонус-трек)

## Участники записи
| Megadeth - Дэйв Мастейн — гитара, акустическая гитара, фортепиано, вокал - Крис Бродерик — гитара, акустическая гитара, бэк-вокал - Джеймс Ломенцо — бас-гитара, бэк-вокал - Шон Дровер — ударные & перкуссия | Дополнительные музыканты - Крис Клэнси — бэк-вокал - Крис Родригес — бэк-вокал - Марк Ньюби Робсон — клавишные в «The Hardest Part of Letting Go… Sealed with a Kiss» | Производство - Продюсеры — Энди Снип и Дэйв Мастейн - Звукорежиссёр, микширование и мастеринг — Энди Снип - Дополнительная запись — Дэйв Мастейн |